# SATA 에어 아소르스
SATA 에어 아소르스(포르투갈어: SATA Air Açores)는 포르투갈 아소르스 자치 지방 폰타델가다에 기반을 둔 항공사이다. 아소르스 제도에서 정기 여객, 화물, 우편 운송 서비스를 제공하고 있다. 자체 정비 및 화물처리 서비스를 보유하고 있으며 4개의 지역 공항을 관리한다. 주 허브 공항은 폰타델가다 요한 바오로 2세 공항이다